# Vagabondul (roman)
Vagabondul (The Wanderer) este un roman științifico-fantastic de Fritz Leiber publicat de Ballantine Books în 1964.
A câștigat Premiul Hugo pentru cel mai bun roman în anul 1965. Romanul a fost tradus în limbile olandeză, franceză, germană, maghiară și italiană.
The Wanderer a fost primul roman care a câștigat premiul Hugo care nu a fost publicat anterior într-un volum cu copertă dură sau într-o revistă de gen.
Romanul prezintă o planetă rătăcitoare care intră în sistemul solar. Narațiunea sa urmărește mai multe grupuri de personaje deconectate pentru a înfățișa impactul pe scară largă a planetei rătăcitoare asupra întregii populații a Pământului (și deasupra acesteia), precum și reacțiile variate ale diferitelor grupuri, în timp ce se luptă pentru a face față și pentru a supraviețui.

## Legături externe
- The Wanderer at the Library of Congress

## Vezi și
- 1964 în științifico-fantastic
- 1965 în științifico-fantastic